# 瀋陽飛機工業集団
瀋陽飛機工業集団（しんようひきこうぎょうしゅうだん、沈阳飞机工业（集团）有限公司、英語：Shenyang Aircraft Industry (Group) Corporation Ltd.）は中国遼寧省瀋陽にある飛行機製造会社で、中国航空工業集団公司に属している。

## 概要
瀋陽飛機工業集団は中国遼寧省瀋陽にある飛行機製造会社で、1999年に航空機製造関連の国策会社が中国航空工業集団公司第一公司（大型機）と第二公司（中小型機）に分れた際に前者に属していたが、2008年に再び大合同した中国航空工業集団公司（中航 AVIC）に属している。
この前身は、満州重工業開発株式会社に所属して、1938年以来数々の商用機・軍用機を製造した満州飛行機製造株式会社で、この土地と施設（滑走路など）を継承している。
中華人民共和国では「中国の戦闘機の揺り籠」とも呼ばれ、これまでは戦闘機の製造などが多く、中国で初めての地対空ミサイル「赤旗1号」もここで製造された。現在、中型商用機「COMAC C909」を共同開発し、その4分の1部分も生産し、セスナのライト・スポーツ・エアクラフト「L162」も共同製造している。
会社経営の詳細は発表されていないが、瀋陽の東郊外の800万平米の土地に、15000人の職員が働いている。